# Путинешты
Путинешты, Путинешть (рум. Putineşti) — село в Флорештском районе Молдавии. Относится к сёлам, не образующим коммуну.

## География
Село расположено на высоте 96 метров над уровнем моря.

## Население
По данным переписи населения 2004 года, в селе Путинешть проживает 1836 человек (862 мужчины, 974 женщины).
Этнический состав села:
| Национальность | Число жителей | Процентный состав |
| -------------- | ------------- | ----------------- |
| молдаване      | 1811          | 98.64             |
| украинцы       | 13            | 0.71              |
| русские        | 9             | 0.49              |
| румыны         | 1             | 0.05              |
| гагаузы        | 1             | 0.05              |
| прочие         | 1             | 0.05              |
| Всего          | 1836          | 100 %             |